# Басиндва, Мухаммад Салем
Мухаммад Салем Басиндва, (араб. محمد سالم باسندوه)‎ — йеменский политический деятель, дипломат. С 2011 по 2014 годы — премьер-министр Йемена.

## Биография и карьера
Мухаммад Салем Басиндва родился 4 апреля 1935 года в Адене, который вплоть до конца 1960-х годов являлся британским протекторатом. Ещё в молодости стал принимать активное участие в политической жизни. Боролся за независимость Адена. Издавал две еженедельные оппозиционные властям протектората газеты: «النور» («ан-Нур» — «Свет») и «الحقيقة» («аль-Хакика» — «Правда»). Дважды (в 1962-м и 1967-м годах) на короткий срок арестовывался британскими властями. После второго ареста покинул Аден. После основания Социалистической народной партии в 1962 году был одним из её руководителей, представлял её интересы в ряде арабских государств. Был одним из лидеров и руководителей «Национального фронта освобождения оккупированного аравийского юга» (позднее просто «Народный фронт»). Представлял интересы южных провинций Йемена, оккупированных Британией в ООН.
На рубеже 1960-х — 1970-х годов Басиндва переехал на постоянное место жительства в Северный Йемен. Здесь началась его карьера государственного деятеля.
На протяжении долгого времени Басиндва был членом правившей в Северном, а затем (после 1990 года) и в объединённом Йемене партии Всеобщий Народный Конгресс Йемена, однако в начале 2000-х годов вышел из партии и перешёл на сторону оппозиции, не примкнув, однако, ни к одной из существовавших оппозиционных политических партий.
В ходе событий Арабской весны в Йемене в 2011 году, приведших к уходу от власти бывшего президента Али Абдаллы Салеха, Басиндва сначала (август 2011) возглавил созданный «Национальный совет сил мирной революции», а затем был выдвинут оппозицией в качестве кандидата на пост премьер-министра страны в новом коалиционном правительстве (места в котором, согласно инициативе ССАГПЗ, предлагавшей ряд мер по выходу Йемена из внутриполитического кризиса, распределялись поровну между ВНК и оппозицией). 10 декабря 2011-го вступил в должность.
В течение своей жизни занимал ряд видных государственных должностей: был политическим советником государственного министра, руководителем государственного бюро планирования, министром образования, министром информации и культуры, советником Президента Йемена, постоянным представителем при ООН, министром иностранных дел.
Вечером 31 августа 2013 года кортеж премьер-министра был обстрелян неизвестными лицами, которые скрылись с места преступления. Пострадавших нет. Никто не взял на себя ответственность за это покушение.